# Liste der Mitglieder des Provinziallandtags der Rheinprovinz (4. Sitzungsperiode)
Diese Liste nennt die Mitglieder des 4. Provinziallandtages der Rheinprovinz 1833.

## Hintergrund
Der Provinziallandtag der Rheinprovinz bestand aus 75 Mitglieder, die sich in vier Kurien aufteilten. Die erste Kurie bestand aus vier Standesherren, die über Virilstimmen verfügten. Die Standesherren konnten sich vertreten lassen. Die zweite Kurie bestand aus den Vertretern der Ritterschaft, diese wurden in zwei Wahlkreisen (Regierungsbezirke Koblenz/Trier/Köln und Regierungsbezirke Aachen/Düsseldorf) gewählt. Die dritte Kurie bildeten die Vertreter der Städte. Diese wurden in indirekter Wahl bestimmt. Die vierte Kurie bildeten die Landgemeinden. Diese wählten die Vertreter in doppelt indirekter Wahl: Die Urwähler wählten Wahlmänner, diese dann Bezirkswähler. Wahlkreise waren die Landkreise. Für die Abgeordneten wurden jeweils auch Stellvertreter gewählt.
Der Provinziallandtag der Rheinprovinz trat in seiner 4. Sitzungsperiode vom 10. November 1833 bis zum 25. Juli 1833 zusammen.

## Liste der Abgeordneten
| Kurie                                | Wahlkreis | Abgeordneter                                   | Anmerkung                                                     |
| ------------------------------------ | --- | ---------------------------------------------- | ------------------------------------------------------------- |
| Stand der Fürsten, Grafen und Herren | | Fürst Ferdinand zu Solms-Braunfels             | vertreten durch Bernhard zu Solms-Braunfels                   |
| Stand der Fürsten, Grafen und Herren | | Fürst Hermann zu Wied                          | vertreten durch Carl zu Wied, Landtagsmarschall               |
| Stand der Fürsten, Grafen und Herren | | Fürst Joseph zu Salm-Reifferscheidt-Dyck       | Dyk bei Neuss                                                 |
| Stand der Fürsten, Grafen und Herren | | Edmund Graf von Hatzfeld-Wildenburg            |                                                               |
| Ritterschaft                         | Koblenz/Trier/Köln | Eduard Berghe gen. von Trips                   | Düsseldorf                                                    |
| Ritterschaft                         | Koblenz/Trier/Köln | Graf Clemens von Boos-Waldeck                  | Koblenz                                                       |
| Ritterschaft                         | Koblenz/Trier/Köln | Freiherr Karl Dalwigk zu Lichtenfels           | Haus Boisdorf                                                 |
| Ritterschaft                         | Koblenz/Trier/Köln | Freiherr Max Joseph von Geyr-Schweppenburg     | als Stellvertreter für Johann Wilhelm von Mirbach             |
| Ritterschaft                         | Koblenz/Trier/Köln | Dr. Everhard von Groote                        | Stadtrat, Köln                                                |
| Ritterschaft                         | Aachen/Düsseldorf | Wilhelm von Haeften                            | als Stellvertreter für Anton zu Stolberg-Wernigerode          |
| Ritterschaft                         | Koblenz/Trier/Köln | Friedrich von Handel                           | Geheimer Regierungsrat, Trier                                 |
| Ritterschaft                         | Aachen/Düsseldorf | Freiherr Georg von Hauer                       |                                                               |
| Ritterschaft                         | Aachen/Düsseldorf | Jakob von Herwegh                              | Gutsbesitzer, Köln                                            |
| Ritterschaft                         | Aachen/Düsseldorf | Nicolaus von Hontheim                          |                                                               |
| Ritterschaft                         | Koblenz/Trier/Köln | Ludwig von Hymmen                              | Geheimer Regierungs- und Landrat, Bonn                        |
| Ritterschaft                         | Koblenz/Trier/Köln | Philipp von Lavalette St. George               | als Stellvertreter für Friedrich von Loë                      |
| Ritterschaft                         | Aachen/Düsseldorf | Freiherr Friedrich von der Leyen-Blömersheim   | Krefeld                                                       |
| Ritterschaft                         | Koblenz/Trier/Köln | Freiherr Karl von Mylius                       | Geheimer Justizrat, Köln,                                     |
| Ritterschaft                         | Aachen/Düsseldorf | Graf Franz von Nesselrode-Ehreshoven           |                                                               |
| Ritterschaft                         | Aachen/Düsseldorf | Johann Anton von Pelser-Berensberg             |                                                               |
| Ritterschaft                         | Aachen/Düsseldorf | Freiherr Gisbert von Bodelschwingh-Plettenberg | als Stellvertreter für Philipp von Pestel                     |
| Ritterschaft                         | Koblenz/Trier/Köln | Freiherr Adolph Raitz von Frentz               | als Stellvertreter für Gisbert von Bodelschwingh-Plettenberg  |
| Ritterschaft                         | Aachen/Düsseldorf | Peter von Rath                                 | Lauersfort                                                    |
| Ritterschaft                         | Aachen/Düsseldorf | Freiherr Franz Joseph von Ritz                 |                                                               |
| Ritterschaft                         | Koblenz/Trier/Köln | Freiherr Georg von Rolshausen                  |                                                               |
| Ritterschaft                         | Aachen/Düsseldorf | Franz von Spee                                 | Düsseldorf                                                    |
| Ritterschaft                         | Koblenz/Trier/Köln | Freiherr Ludwig Spieß von Büllesheim           | Kammerherr, Düsseldorf                                        |
| Ritterschaft                         | Aachen/Düsseldorf | Graf Carl Ludwig von Varo                      | Bürgermeister, Straelen                                       |
| Ritterschaft                         | Aachen/Düsseldorf | Graf Max von Wolff-Metternich                  | Düsseldorf                                                    |
| Städte                               | Düsseldorf | Philipp Schöller                               | Rentner, Düsseldorf                                           |
| Städte                               | Barmen | Johann Schuchard                               | Kaufmann, Barmen                                              |
| Städte                               | Elberfeld | Johann Heinrich Kamp                           |                                                               |
| Städte                               | Krefeld | Cornelius de Greiff                            |                                                               |
| Städte                               | Ratingen, Kaiserswerth, Angermund mit Gerresheim, Mettmann, Langenberg mit Hardenberg, Wülfrath, Velbert, Kronenberg, Steele, Hilden   | Johann Abraham von den Steinen                 | Rentner, Cronenberg, als Stellvertreter für Wilhelm Coelsmann |
| Städte                               | Duisburg, Mülheim an der Ruhr, Essen, Kettwig, Werden, Ruhrort, Dinslaken, Emmerich, Rees, Isselburg                                   | Heinrich Ludwig Huyssen                        | als Stellvertreter für Clemens Marks                          |
| Städte                               | Kleve, Wesel, Goch, Gelder, Rheinberg, Moers, Orsoy, Xanten                                                                            | Martin Frank Fonk                              | Steuereinnehmer, Goch                                         |
| Städte                               | Neuss, Grevenbroich, Wevelinghoven, Gladbach, Viersen, Dahlen, Odenkirche, Rheydt, Uerdingen, Kempen, Süchtelen, Dülken, Kaldenkirchen | Johann Peter Bölling                           | Kaufmann, Gladbach                                            |
| Städte                               | Lennep, Ronsdorf, Lüttringhausen, Radevormwald, Burg, Hückeswagen, Wermelskirchen                                                      | Heinrich von Baur                              | Kaufmann, Ronsdorf                                            |
| Städte                               | Solingen, Remscheid, Dorp, Gräfrath, Wald, Höhscheid mit Merscheid, Burscheid mit Leichlingen, Opladen mit Neukirchen, Hitdorf         | Ferdinand Jagenberg                            | Kaufmann, Klauberg                                            |
| Städte                               | Köln | Peter Heinrich Merkens                         | Präsident der Dampfschiffahrtsgesellschaft, Köln              |
| Städte                               | Köln | Georg Heinrich Koch                            |                                                               |
| Städte                               | Bonn, Münstereifel, Euskirchen, Zülpich, Rheinberg                                                                                     | Hermann Josef Wachendorff                      | Bürgermeister, Zülpich, als Stellvertreter für Paul Mehlem    |
| Städte                               | Deutz, Mülheim am Rhein, Gladbach, Gummersbach, Wipperfürth, Siegburg, Königswinter, Neustadt                                          | Daniel Heuser                                  | Kaufmann, Gummersbach                                         |
| Städte                               | Aachen | Jakob Springsfeld                              | als Stellvertreter für Johann Peter Josef Monheim             |
| Städte                               | Jülich, Eschweiler, Heinsberg, Erkelenz, Geilenkirchen mit Hünshoven, Linnich                                                          | Friedrich Englerth                             | als Stellvertreter für Tilmann Koch                           |
| Städte                               | Düren, Gemünd, Stolberg, Burtscheid | Dr. Friedrich Günther                          | Bürgermeister, Düren                                          |
| Städte                               | Monschau, Eupen, Malmédy, St. Vith | Louis Doutrelepont                             | Kommerzienrat, Malmédy                                        |
| Städte                               | Koblenz | Carl Paulinus Mohr                             | Medizinalassessor, Koblenz                                    |
| Städte                               | Kreuznach, Kirn, Sobernheim, St. Goar, Boppard, Oberwinter, Bacharach, Stromberg                                                       | Josef Friedrich Brust                          | Boppard, als Stellvertreter für Denys                         |
| Städte                               | Stromberg, Trarbach, Zell, Cochem, Mayen, Andernach, Ahrweiler, Sinzig, Remagen, Simmern                                               | Carl Franz Triacca                             | als Stellvertreter für Franz Wilhelm Langguth                 |
| Städte                               | Ehrenbreitstein, Vallendar, Bendorf, Neuwied, Linz, Wetzlar, Braunfels                                                                 | Daniel Schmidt                                 | als Stellvertreter für Johannes Baptista Buschmann            |
| Städte                               | Trier | Wilhelm von Haw                                | Landrat, Trier                                                |
| Städte                               | Saarlouis, Saarbrücken, St. Johann, Ottweiler, St, Wendel, Baumholder                                                                  | Georg Schmidtborn                              | Kaufmann, Saarbrücken                                         |
| Städte                               | Merzig, Prüm, Bitburg, Wittlich, Bernkastel, Saarburg, Neuerburg                                                                       | Peter Schoemann                                | als Stellvertreter für Limburg                                |
| Landgemeinden                        | Regierungsbezirk Düsseldorf | Friedrich Bracht                               |                                                               |
| Landgemeinden                        | Regierungsbezirk Düsseldorf | Joseph Anton von der Straeten                  | Landrat, Gladbach                                             |
| Landgemeinden                        | Regierungsbezirk Düsseldorf | Franz Joseph Kaulen                            |                                                               |
| Landgemeinden                        | Regierungsbezirk Düsseldorf | Gisbert Lensing                                | Canonicus, Emmerich                                           |
| Landgemeinden                        | Regierungsbezirk Düsseldorf | Theodor Holtz                                  | Bürgermeister, Hemmerden                                      |
| Landgemeinden                        | Regierungsbezirk Düsseldorf | Friedrich Vinnmann                             |                                                               |
| Landgemeinden                        | Regierungsbezirk Köln | Carl Brünninghausen                            | Bürgermeister, Niedercassel                                   |
| Landgemeinden                        | Regierungsbezirk Köln | Josef Borlatti                                 | Steuereinnehmer, Lechnich                                     |
| Landgemeinden                        | Regierungsbezirk Köln | Mathias Boecker                                |                                                               |
| Landgemeinden                        | Regierungsbezirk Köln | Johann Georg Rolshoven                         | Bürgermeister, Meschenich                                     |
| Landgemeinden                        | Regierungsbezirk Aachen | Tilmann Emundts                                | Bürgermeister, Aldenhoven                                     |
| Landgemeinden                        | Regierungsbezirk Aachen | Wilhelm Ritz                                   |                                                               |
| Landgemeinden                        | Regierungsbezirk Aachen | Hermann Josef Gormanns                         | Notar, Erkelenz                                               |
| Landgemeinden                        | Regierungsbezirk Aachen | Wilhelm Steffens                               |                                                               |
| Landgemeinden                        | Regierungsbezirk Koblenz | Simon Guttenberg                               |                                                               |
| Landgemeinden                        | Regierungsbezirk Koblenz | Philipp Adolph von Brewer                      |                                                               |
| Landgemeinden                        | Regierungsbezirk Koblenz | Ernst Ludwig Emmelius                          | Bürgermeister, Aßlar                                          |
| Landgemeinden                        | Regierungsbezirk Koblenz | Joseph Gerhard Potthoff                        |                                                               |
| Landgemeinden                        | Regierungsbezirk Koblenz | Johann Friedrich von Runkel                    | Gutsbesitzer, Heddesdorf                                      |
| Landgemeinden                        | Regierungsbezirk Koblenz | Bernhard Scheid                                | Gutsbesitzer, Linz                                            |
| Landgemeinden                        | Regierungsbezirk Düsseldorf | Philipp Wagner                                 | Gutsbesitzer, Saarbrücken                                     |
| Landgemeinden                        | Regierungsbezirk Trier | Franz Anton Kayser                             | Kommerzienrat, Trier                                          |
| Landgemeinden                        | Regierungsbezirk Trier | Peter Ludwig Mohr                              |                                                               |
| Landgemeinden                        | Regierungsbezirk Düsseldorf | Christoph Linden                               |                                                               |
| Landgemeinden                        | Regierungsbezirk Trier | Nicolaus Valdenaire                            |                                                               |